# Abacetus lucifugus
Abacetus lucifugus là một loài bọ chân chạy thuộc phân họ Pterostichinae. Loài này được Andrewes mô tả lần đầu năm 1924.